# Rachmaninoff: All-night Vigil
Rachmaninoff: All-night Vigil albo Sergei Rachmaninoff  - Całonocne Czuwanie na chór mieszany op. 37 (1915) – album Agnieszki Rehlis, Rafała Bartmińskiego, Krzysztofa Drugowa i Chóru Opery i Filharmonii Podlaskiej pod dyrekcją Violetty Bieleckiej z cyklem nabożeństw odprawianych przez wyznawców prawosławia w wigilię wszystkich świąt i każdej Małej Paschy (niedzieli), wydany w 2017 przez DUX Recording Producers (nr kat. DUX 1404). Nominacja do Fryderyka 2018 w kategorii Album Roku Muzyka Chóralna, Oratoryjna i Operowa.

## Wykonawcy
- Agnieszka Rehlis - mezzosopran
- Rafał Bartmiński - tenor
- Krzysztof Drugow - bas
- Chór Opery i Filharmonii Podlaskiej w Białymstoku - chór
- Violetta Bielecka - dyrygent

## Lista utworów
1. Come, Let Us Worship [2:25]
2. Bless the Lord, My Soul [6:25]
3. Blessed Is the Man [4:27]
4. Gentle Light [2:50]
5. Now Let Your Servant Depart in Peace [3:21]
6. Rejoice, Virgin Mother of God [2:45]
7. Shestopsalmiye (the Six Psalms) [2:45]
8. Praise the Name of the Lord [2:00]
9. Blessed Are You, Lord [6:01]
10. Having Beheld the Resurrection of Christ [3:18]
11. My Soul Exalts the Lord [6:13]
12. The Great Doxology [6:19]
13. Today Salvation Is in the World [1:53]
14. Troparion: You Did Rise from the Tomb [3:06]
15. You Are the Victorious [1:23]